# Nagata-ku (Kōbe)
Nagata-ku (jap. 長田区) ist ein Stadtbezirk (ku) von Kōbe. Mit 11,46 km² und etwas mehr als 100.000 Einwohnern sowohl von der Fläche als auch von der Bevölkerungszahl her der kleinste der neun Stadtbezirke, weist aber mit knapp 9.000 Einwohnern pro km² die höchste Bevölkerungsdichte auf.

## Geografie
Das überwiegend eng bebaute recht flache Nagata-ku hat im Süden der Stadt weder einen größeren Anteil am Bergrücken des Rokkō hinter dem Innenstadtgebiet noch nennenswerte Grünflächen.
Nagata besteht hauptsächlich aus Wohngebieten einkommensschwächerer Bevölkerungsschichten. In das Gebiet streuen sich viele kleinere und mittelgroße Betriebe. Neben anderen Produktionen existieren in Nagata sehr viele Schuhhersteller. Die Meerseite von Nagata ist ausschließlich Industrie- (u. a. Gastanks von Osaka-Gas) und Hafengebiet. Auch nach den katastrophalen Zerstörungen durch das Erdbeben von Kōbe 1995 ist die Schuhproduktion Nagatas in Japan führend.

## Geschichte
Die „Katastrophe von Nagata“ geschah 1995 nicht direkt durch das Beben, sondern mittelbar: In Nagata breiteten sich einmal entstandene Brände wegen des mit älteren und wenig feuersicheren Häusern dicht bebauten Stadtgebiets besonders schnell aus. Katastrophale Folgen hatte die Unachtsamkeit der zuständigen Stellen, die nach einem Dürresommer 1994 die Zisternen der Stadt nicht wieder aufgefüllt hatten, sodass die schließlich anrückenden Feuerwehrkräfte, ohne auf funktionierende Wasserleitungen zurückgreifen zu können, jeweils nur wenige Minuten selbst mitgebrachtes Wasser spritzen konnten und dann das Niederbrennen ganzer Stadtviertel mitansehen mussten. 
Der Bevölkerungsschwund auch aufgrund fehlenden Wohnraums konnte mit Wiederaufbaumaßnahmen nur zum Teil aufgehalten werden, da sie entsprechend der Kassenlage Kōbes (Beispiel südliches Shinnagata, siehe auch Flughafen Kōbe) nur zögerlich vorankamen.

## Verkehr
Nagata ist durch die Eisenbahnlinien JR West JR Kōbe-Linie als Streckenabschnitt der San’yō-Hauptlinie, Kōbe Kōsoku Tetsudō Tōzai-Linie, San’yō Denki Tetsudō Hauptlinie, Shintetsu Arima-Linie, die Seishin-Yamate-Linie und Kaigan-Linie der U-Bahn Kōbe sowie durch die Hanshin-Autobahn Nr. 31 gut erschlossen.

## Sehenswürdigkeiten

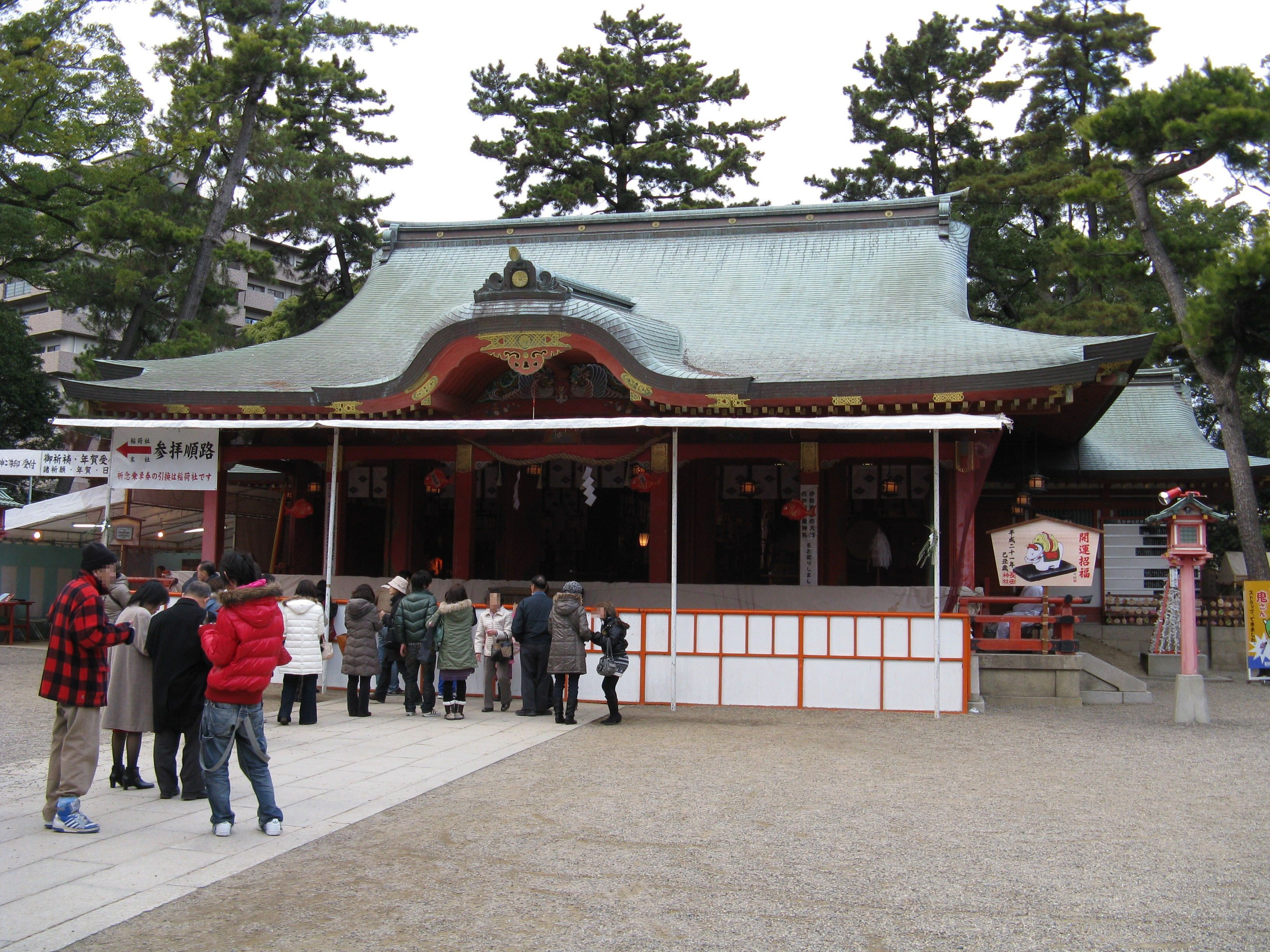
Gebetshalle (haiden) des Nagata-Schreins

Eine Sehenswürdigkeit ist der Nagata-Schrein (長田神社, Nagata-jinja).